# Tata Bolt
La Tata Bolt è una utilitaria compatta prodotta dalla casa automobilistica indiana Tata Motors dal 2014 al 2019.

## Storia
La Tata Bolt rappresenta la sostituta della precedente Indica Vista; in realtà la Bolt non è altro che un profondo restyling della vecchia Indica Vista dalla quale conserva tutti gli organi meccanici e lo scheletro della carrozzeria compreso il giroporte, i lamierati esterni invece sono tutti nuovi incluso la plancia interna. La Tata Motors si trovava in difficoltà finanziarie durante lo sviluppo della Bolt a causa dei flop commerciali dei modelli Nano, Indica Vista e Indigo Manza che non hanno trovato grossi consensi tra il pubblico (in quegli anni è avvenuto anche lo stop delle vendite sul mercato europeo).
Il pianale di base fu sempre il telaio Tata X1 che adottavano anche le precedenti Indica con lo stesso schema di sospensioni (McPherson all'anteriore e ponte torcente posteriore) ma vennero modificati gli ammortizzatori per rendere l'assetto più morbido, venne migliora anche l'insonorizzazione dell'abitacolo. Il passo resta di 2,47 metri. Gli interni erano tutti nuovi con una nuova plancia e un nuovo sistema multimediale. 
Esteticamente la parentela con la vecchia Indica Vista è evidente soprattutto nella fiancata e nella coda; il giroporte è lo stesso poiché lo scheletro non venne modificato ma viene aggiunto un adesivo nella parte posteriore della fiancata che si raccorda al lunotto posteriore per camuffare la parentela con il modello precedente. Anche nella coda la vecchia Indica aveva fanali verticali che risalivano lungo tutto il portellone, nella Bolt invece sono di dimensioni minori e nella parte alta la vecchia sede dei fanali è stata "riempita" con dei pezzi di plastica neri imitano il lunotto. La gamma motori si compone del nuovo tre cilindri benzina 1,2 litri Revotron, motore sviluppato da Tata e AVL, con iniezione elettronica multipoint e turbo erogante 90 cavalli, il diesel resta il 1,3 litri Multijet prodotto da Fiat erogante 75 cavalli. La trazione è anteriore, il cambio per tutte le versioni è un manuale a 5 rapporti.
Lunga 3,825 metri, la carrozzeria è a 5 porte.
Nell’aprile 2019 esce di produzione in seguito ai nuovi standard di sicurezza entrati in vigore sul mercato indiano.